# Glandirana
Genre
Synonymes
- Rugosa Fei, Ye & Huang, 1990

Glandirana est un genre d'amphibiens de la famille des Ranidae.

## Répartition
Les cinq espèces de ce genre se rencontrent en Asie de l'Est.

## Liste d'espèces
Selon Amphibian Species of the World (31 mai 2013) :
- Glandirana emeljanovi (Nikolskii, 1913)
- Glandirana minima (Ting & T'sai, 1979)
- Glandirana rugosa (Temminck & Schlegel, 1838)
- Glandirana susurra (Sekiya, Miura & Ogata, 2012)
- Glandirana tientaiensis (Chang, 1933)

## Publication originale
- Fei, Ye & Huang, 1990 : Key to Chinese Amphibians. Chongqing, China, Publishing House for Scientific and Technological Literature, p. 1-364.